# Liste der Bodendenkmäler in Üchtelhausen
Auf dieser Seite sind die Bodendenkmäler in der unterfränkischen Gemeinde Üchtelhausen zusammengestellt. Diese Tabelle ist eine Teilliste der Liste der Bodendenkmäler in Bayern. Grundlage ist die Bayerische Denkmalliste, die auf Basis des Bayerischen Denkmalschutzgesetzes vom 1. Oktober 1973 erstmals erstellt wurde und seither durch das Bayerische Landesamt für Denkmalpflege geführt wird. Die folgenden Angaben ersetzen nicht die rechtsverbindliche Auskunft der Denkmalschutzbehörde.

## Bodendenkmäler der Gemeinde Üchtelhausen

### Bodendenkmäler in der Gemarkung Ebertshausen
| Lage                    | Objekt                                                                                            | Akten-Nr.     | Bild |
| ----------------------- | ------------------------------------------------------------------------------------------------- | ------------- | ---- |
| Ebertshausen (Standort) | Untertägige Teile der frühneuzeitlichen Katholischen Pfarrkirche St. Margaretha von Ebertshausen. | D-6-5828-0128 |      |

### Bodendenkmäler in der Gemarkung Hesselbach
| Lage                  | Objekt | Akten-Nr.     | Bild |
| --------------------- | --- | ------------- | ---- |
| Hesselbach (Standort) | Mittelalterliche Wüstung Althoppach. | D-6-5827-0020 |      |
| Hesselbach (Standort) | Bestattungsplatz mit Grabhügeln der Hallstattzeit. | D-6-5827-0022 |      |
| Hesselbach (Standort) | Freilandstation des Mesolithikums und Siedlung vermutlich der Hallstattzeit. | D-6-5827-0038 |      |
| Hesselbach (Standort) | Fundamente eines mittelalterlichen oder frühneuzeitlichen Vorgängerbaus der Katholischen Pfarrkirche St. Philippus und Jakobus in Hesselbach sowie Körpergräber des Mittelalters und der Neuzeit. | D-6-5827-0047 |      |
| Hesselbach (Standort) | Freilandstation des Mesolithikums. | D-6-5828-0028 |      |
| Hesselbach (Standort) | Freilandstation des Mesolithikums. | D-6-5828-0043 |      |
| Hesselbach (Standort) | Bestattungsplatz mit Grabhügeln vorgeschichtlicher Zeitstellung. | D-6-5927-0091 |      |

### Bodendenkmäler in der Gemarkung Weipoltshausen
| Lage                      | Objekt | Akten-Nr.     | Bild |
| ------------------------- | --- | ------------- | ---- |
| Weipoltshausen (Standort) | Mittelalterliche bis frühneuzeitliche Wüstung Jeusing. | D-6-5827-0024 |      |
| Weipoltshausen (Standort) | Neuzeitliche Hofwüstung Brönnhof. | D-6-5827-0039 |      |
| Weipoltshausen (Standort) | Untertägige Teile der mittelalterlichen bis frühneuzeitlichen Evangelisch-Lutherischen Pfarrkirche in Weipoltshausen sowie Körpergräber des Mittelalters und der Neuzeit. | D-6-5827-0050 |      |

### Bodendenkmäler in der Gemarkung Zell
| Lage            | Objekt | Akten-Nr.     | Bild |
| --------------- | --- | ------------- | ---- |
| Zell (Standort) | Untertägige Teile der mittelalterlichen bis frühneuzeitlichen Evangelisch-Lutherischen Pfarrkirche in Zell, Fundamente mittelalterlicher Vorgängerbauten sowie Körpergräber des Mittelalters und der Neuzeit. | D-6-5927-0240 |      |

### Bodendenkmäler in der Gemarkung Üchtelhausen
| Lage                    | Objekt | Akten-Nr.     | Bild |
| ----------------------- | --- | ------------- | ---- |
| Üchtelhausen (Standort) | Bestattungsplatz mit Grabhügeln vorgeschichtlicher Zeitstellung. | D-6-5927-0088 |      |
| Üchtelhausen (Standort) | Mittelalterliche Wüstung Weipoltsdorf. | D-6-5927-0090 |      |
| Üchtelhausen (Standort) | Untertägige Teile der mittelalterlichen bis frühneuzeitlichen Katholischen Kirche St. Jakobus d. Ä. in Üchtelhausen, Fundamente mittelalterlicher Vorgängerbauten sowie Körpergräber des Mittelalters und der Neuzeit. | D-6-5927-0238 |      |
| Üchtelhausen (Standort) | Bestattungsplatz mit Grabhügeln vorgeschichtlicher Zeitstellung. | D-6-5927-0247 |      |